# Dietrich Alexander von Miltitz
Dietrich Alexander von Miltitz (* 28. April 1726 in Oberau; † 3. Juni 1792 in Baden bei Wien) war ein kurfürstlich-sächsischer Oberst, kaiserlicher Generalmajor und Kammerherr sowie Rittergutsbesitzer. Zuletzt wirkte er als Feldmarschall-Leutnant und Oberhofmeister im Dienst des Herzogs Albrecht von Sachsen-Teschen.

## Leben
Er stammte aus dem Geschlecht derer von Miltitz. Der kursächsische Oberstleutnant, Amtshauptmann und spätere kaiserliche Kammerherr in Wien, Ernst Haubold von Miltitz und der Kammerherr Friedrich Sigismund von Miltitz waren seine beiden Brüder.
Er nahm Privatunterricht und ging 1744 auf die Universität Leipzig. Doch schlug er schon bald eine militärische Laufbahn im Dienst des Kurfürsten von Sachsen ein, in der er 1764 als Oberst in der sächsischen Residenzstadt Dresden lebte. Doch schon wenig später trat er in kaiserliche Dienste und wurde bereits 1769 als Generalmajor und Kammerherr bezeichnet. Zuletzt wechselte er in den Dienst des Herzogs Albrecht von Sachsen-Teschen und wurde Feldmarschall-Leutnant und dessen Oberhofmeister.
Nach dem kinderlosen Tod von Carl Werner Ernst von Miltitz aus dem Schloss Hubertusburg im Jahre 1764 erbte er und seine beiden Brüder testamentarisch dessen gesamten Lehnsbesitz im Kurfürstentum Sachsen.
Dietrich Alexander von Miltitz war wie sein Bruder Ernst Haubold von Miltitz mit Christian Fürchtegott Gellert befreundet und stand mit ihm in Briefwechsel.

## Porträt
Von Dietrich Alexander von Miltitz gab es ein von Anton Graff bezeichnetes Brustbild.